# Giovanni Battista Debiasi
Giovanni Battista Debiasi (16. srpna 1838 Ala – 8. prosince 1920 Trento) byl rakouský právník a politik italské národnosti z Tyrolska (respektive z Jižního Tyrolska), v 2. polovině 19. století poslanec Říšské rady.

## Biografie
Byl advokátem. Zabýval se také bádáním o regionální historii v Trentu. Přispíval do listů Tridentum a Pro Cultura. Od roku 1883 do roku 1891 zasedal jako poslanec Tyrolského zemského sněmu za kurii měst, obvod Rovereto.
Působil i jako poslanec Říšské rady (celostátního parlamentu Předlitavska), kam usedl v doplňovacích volbách roku 1889 za kurii městskou a obchodních a živnostenských komor v Tyrolsku, obvod Roveredo, Mori atd./Roveredo. Nastoupil 6. prosince 1889 místo Carlo Bertoliniho di Monte Planety. Mandát obhájil ve volbách roku 1891. Ve volebním období 1885–1891 se uvádí jako Dr. Johann Baptist Debiasi, dvorní a soudní advokát, bytem Ala.
Patřil mezi italské národní liberály. V roce 1891 je řazen mezi národní italské kandidáty. Podle údajů z prosince 1893 byl na Říšské radě nezařazeným poslancem.